# Richard Wild (Richter)
Sir Herbert Richard Churton Wild, GBE, KCMG, PC, QC (* 20. September 1912 in Blenheim, Neuseeland; † 22. Mai 1978 in Karori, Wellington) war ein neuseeländischer Jurist, der unter anderem von 1957 bis 1966 Solicitor-General of New Zealand sowie zwischen 1966 und seinem Tod 1978 Präsident des Obersten Gerichtshofes (Chief Justice of the Supreme Court) war.

## Leben

### Studium, Rechtsanwalt und Zweiter Weltkrieg
Wild, Sohn des Lehrers Leonard John Wild und dessen Ehefrau Doris Churton, verbrachte seine Kindheit in Wanganui und Christchurch, ehe die Familie nach Feilding umzog. Dort besuchte er zwischen 1925 und 1929 die Feilding Agricultural High School, deren Gründungsrektor sein Vater war. Er selbst engagierte sich dort als Schülersprecher und Vorsitzender der Schulvertretung. 1930 begann er ein Studium der Rechtswissenschaften am Victoria University College, das er 1934 mit einem Bachelor of Laws (LL.B.) sowie 1935 mit einem Master of Laws (LL.M.) abschloss. Während seines Studiums war er Präsident der Studentenvereinigung und wurde für ein Rhodes-Stipendium nominiert. Des Weiteren gehörte er zur Collegemannschaft in Rugby sowie Boxen und spielte auch für die Rugby-Auswahlmannschaft der neuseeländischen Universitäten. Neben seinem Studium arbeitete er zeitweise als Angestellter im Landwirtschaftsministerium sowie später in der Anwaltskanzlei Brandon, Ward and Hislop, ehe er Mitarbeiter der Anwaltskanzlei Bell, Gully, Mackenzie and O’Leary wurde. Nachdem deren Partner Humphrey O’Leary zum Kronanwalt (King’s Counsel) ernannt worden war, wurde er dessen Sekretär. 1939 eröffnete er schließlich eine eigene Anwaltskanzlei in Wellington und unterrichtete bis zum Ausbruch des Zweiten Weltkrieges daneben in Teilzeit als Lecturer für Rechtswissenschaften am Victoria University College.
Im Januar 1940 trat Wild freiwillig seinen Militärdienst bei den Second New Zealand Expeditionary Force (NZEF) an und wurde im November mit seiner Einheit in den Mittleren Osten verlegt. Nach Einsätzen im Mittleren Osten nahm er zwischen Dezember 1940 und November 1944 an Einsätzen auf dem Kriegsschauplatz Mittelmeerraum sowie am Italienfeldzug teil. Er war zuletzt Brigademajor der 4. Panzerbrigade (4th New Zealand Armoured Brigade) und wurde für seine Verdienste im Januar 1943 im Kriegsbericht erwähnt (Mentioned in dispatches).

### Nachkriegszeit und Solicitor General
Nach seiner Rückkehr nach Wellington wurde Wild 1945 Partner der seit 1946 benannten Anwaltskanzlei Bell, Gully and Company. Daneben unterrichtete er in Teilzeit auch als Lecturer für Handelsrecht am Victoria University College und veröffentlichte zusammen mit D. A. S. Ward 1947 das Lehrbuch Mercantile law in New Zealand. Daneben fungierte er zeitweilig als stellvertretender Leiter der Rechtsabteilung des Heers (New Zealand Army) und gehörte zwischen 1950 und 1951 einer Kommission zur Untersuchung von Kriegsrenten an. Darüber hinaus war er zwischen 1953 und 1954 Rechtsberater einer Kommission zur Untersuchung polizeilichen Verhaltens sowie Mitglied des Verwaltungsrates der nach dem anglikanischen Geistlichen Samuel Marsden benannten Samuel Marsden Collegiate School in Wellington. 1955 wurde er als Judge Advocate General of the Army oberste Justizinstanz der Landstreitkräfte.
Anschließend wurde Wild 1957 Nachfolger von Herbert Edgar Evans als Solicitor General. Er war damit oberster Rechtsberater der Regierung und wurde zugleich auch Kronanwalt (Queen’s Counsel). Während seiner bis 1966 dauernden Amtszeit als Solicitor General belebte er das für die Rechtsberatung der Regierung zuständige Crown Law Office, indem er erfahrene Juristen in das Amt berief, um die wachsende Anzahl von Rechtsverfahren der Regierung und Strafverfahren der Verwaltung zu bewältigen. Als oberster Rechtsberater der Regierung nahm er selbst an zahlreichen bedeutenden Verfahren vor dem Berufungsgerichtshof (Court of Appeal) und dem Geheimen Kronrat (Privy Council) teil. Daneben engagierte er sich 1910 als Präsident der Juristischen Gesellschaft von Wellington (Wellington District Law Society) sowie zwischen 1962 und 1964 als Vizepräsident der Neuseeländischen Juristischen Gesellschaft (New Zealand Law Society). Des Weiteren war er von 1962 bis 1963 Vorsitzender des Ausschusses für absolute Haftung (Committee on Absolute Liability), dem Vorläufer der späteren Königlichen Untersuchungskommission zur Entschädigung von Personenschäden (Royal Commission of Inquiry into Compensation for Personal Injury). 1964 verfasste er für das Institut für öffentliche Verwaltung (New Zealand Institute of Public Administration) das Buch Social progress and the legal process, in dem er sich mit den Anforderungen an rechtliche Prozesse aufgrund des sozialen Fortschritts befasste.

### Chief Justice und Tod
Am 18. Januar 1966 löste Wild Harold Barrowclough als Präsident des Obersten Gerichtshofes (Chief Justice of the Supreme Court) ab. Er war mit 53 Jahren der jüngste Amtsinhaber seit der Ernennung von James Prendergast, der dieses Amt 1875 im Alter von 49 Jahren angetreten hatte. Zugleich wurde er am 4. März 1966 zum Knight Commander des Order of St. Michael and St. George (KCMG) geschlagen und führte fortan den Namenszusatz „Sir“. Ferner wurde er Mitglied des Privy Council (PC).
In seiner Funktion als Chief Justice sah er sich dem wachsenden Anstieg von Zivil- und Strafrechtsprozessen ausgesetzt, die zu einer Änderung des Rechtssystems und der Rechtsprechung der Royal Commission on the Courts und der Royal Commission on Personal Injury führten. Daneben kam es auch in der Justizverwaltung zu Änderungen wie zum Beispiel zu einer Erhöhung der Richterstellen in Ballungszentren, einer Reform der Prozessordnungen sowie zur Abordnung von Richtern zum Privy Council. An diesen Änderungen hatte er maßgeblich mitgewirkt und fungierte selbst als Vorsitzender Richter bei auswärtigen Sitzungen des Supreme Courts, als Mitglied des Court of Appeal sowie als neuseeländischer Vertreter bei Treffen des Privy Council in London in den Jahren 1969, 1972 und 1977. Für seine Verdienste wurde er Ehrenmitglied (Honorary Bencher) der englischen Anwaltskammer (Inns of Court) von Inner Temple sowie 1969 auch Ehrendoktor der Rechtswissenschaften (Honorary LL.D.) der Victoria University of Wellington. 1975 war er Vorsitzender der 6. Asiatischen Richterkonferenz (Sixth Asian Judicial Conference), die in Neuseeland stattfand.
1977 wurde bei ihm ein Hirntumor festgestellt, woraufhin er Anfang 1978 von seinem Amt als Chief Justice zurücktrat und am 3. Januar 1978 durch Ronald Davison abgelöst wurde. Am 11. Februar 1978 wurde er aufgrund seiner herausragenden Verdienste zum Knight Grand Cross des Order of the British Empire (GBE) erhoben. Wild, der seit dem 19. August 1940 in Wellington mit seiner früheren Kommilitonin und damaligen Lehrerin Janet Grainger verheiratet war, verstarb am 22. Mai 1978 im Wellingtoner Vorort Karori an den Folgen des Hirntumors. Aus seiner Ehe gingen zwei Töchter und zwei Söhne hervor, darunter der spätere Richter am Court of Appeal John Wild.

## Veröffentlichungen
- Mercantile law in New Zealand, Mitautor D. A. S. Ward, 1947
- Social progress and the legal process, 1964